# Учасники російсько-української війни З
Учасники російсько-української війни, прізвища яких починаються з літери З:
1. Забавчук Микола Миколайович
2. Забара Яна Петрівна
3. Забенко Олексій Іванович
4. Забєлін Кирило Валерійович
5. Забіла Нікіта Сергійович
6. Заблоцький Володимир Олегович
7. Заблоцький Іван Васильович
8. Заблоцький Руслан Сергійович
9. Заблоцький Сергій Тарасович
10. Заблуда Роман Анатолійович
11. Заболотнєв Сергій Вікторович
12. Заболотний Сергій Олегович
13. Заболотний Олег Анатолійович
14. Заболотний Сергій В'ячеславович
15. Заболотній В'ячеслав Анатолійович
16. Заболотський Сергій[1]
17. Заборський Олександр Клавдійович
18. Забродський Михайло Віталійович
19. Забродський Роман Анатолійович
20. Забродський Роман Вікторович
21. Заброцький Вадим Йосипович
22. Забузній Дмитро Вікторович
23. Завада Богдан Олексійович
24. Завада Михайло Йосипович
25. Завадський Анатолій Вікторович
26. Завадський Борис Анатолійович
27. Завадський Дмитро Вадимович
28. Завалко Олександр Іванович
29. Завальний Ігор Юрійович
30. Завальницький Роман Олександрович
31. Завальнюк В'ячеслав Вікторович
32. Заверуха Віталій Степанович
33. Завєдєєв Єгор Максимович
34. Завірюха Олександр Ігорович
35. Завірюхін Ігор Анатолійович
36. Заводилін Дмитро Михайлович
37. Завольський Іван Михайлович
38. Заворотнюк Дмитро Миколайович
39. Загасайло Сергій Володимирович
40. Заглада Віктор Олександрович
41. Заглинський Ігор Борисович
42. Загородній Владислав Анатолійович
43. Загородній Дмитро Валерійович
44. Загородній Олександр Володимирович
45. Загородній Олександр Сергійович
46. Загородній Юрій Вікторович
47. Загороднюк Віталій Анатолійович
48. Загоруй Денис Сергійович
49. Загорулько Євген Олександрович
50. Загорулько Олександр Анатолійович
51. Заграничний Валентин Анатолійович
52. Загребельний Сергій Костянтинович
53. Загребельний Степан Ігорович
54. Загребельний Юрій Олександрович
55. Загуба Володимир Миколайович
56. Загудаєв Олександр Володимирович
57. Загурський Анатолій Станіславович
58. Загурський Артем Олександрович
59. Загута Юрій Григорович
60. Задерейко Олександр Анатолійович
61. Задернюк Микола Миколайович
62. Задирака Владислав Анатолійович
63. Задніпряний Олександр Миколайович
64. Задоренко Вячеслав Валентинович
65. Задорожний Андрій Володимирович
66. Задорожний Андрій Сергійович
67. Задорожний Василь Богданович
68. Задорожний Василь Юрійович
69. Задорожний Віталій Валерійович
70. Задорожний Віталій Сергійович
71. Задорожний Євген Ігорович
72. Задорожний Олександр Миколайович
73. Задорожний Роман Андрійович
74. Задорожний Сергій Іванович
75. Задорожній Віктор Володимирович
76. Задорожній Іван Васильович
77. Задорожній Олександр Олександрович
78. Задоянчук Олег Іванович
79. Заєць Антон Павлович
80. Заєць Михайло Іванович
81. Заєць Михайло Михайлович
82. Заєць Олександр Юрійович
83. Заєць Олексій Євгенович
84. Заєць Роман[2]
85. Заєць Сергій Миколайович
86. Заіка Олександр Олександрович
87. Заіченко Костянтин Вікторович
88. Заіченко Олег Григорович
89. Заєць Руслан Миколайович
90. Заживіхін Денис[3]
91. Заіка Роман Віталійович
92. Заіченко Сергій Олександрович
93. Заїка Владислав Петрович
94. Заїка Олексій Григорович
95. Заїць Святослав Анатолійович
96. Заїченко Олександр Олександрович
97. Зайко Максим Юрійович
98. Зайков Денис Андрійович
99. Зайцев Аркадій Олександрович
100. Зайцев В'ячеслав Олексійович
101. Зайцев Дмитро Сергійович
102. Зайцев Микола Володимирович
103. Зайцев Олег Григорович
104. Зайцев Олександр Віталійович
105. Зайцев Сергій Георгійович
106. Зайцев Сергій Федорович
107. Зайцев Юрій Олександрович
108. Марія Зайцева[4]
109. Зайченко Андрій Вікторович
110. Зайченко Олександр Михайлович
111. Зайчук Олександр Дмитрович
112. Закалюжний Володимир Михайлович
113. Закалюжний Євген Григорович
114. Закарлюка Микола Володимирович
115. Закерничний Олександр Васильович
116. Заколодний Олександр Іванович
117. Законов Василь Ігорович
118. Закопайло Максим Олександрович
119. Закопець Юрій Михайлович
120. Закревський Костянтин Романович
121. Закупець Анатолій Сергійович
122. Закурдаєв Володимир Вікторович
123. Закусило Валерій Васильович
124. Закусило Олександр Володимирович
125. Закусило Олексій Анатолійович
126. Закусіло Олександр Іванович
127. Закусілов Денис Сергійович
128. Залевська Ілона Петрівна
129. Залевський Вячеслав[5]
130. Залевський Данило[6]
131. Залевський Максим Альбертович
132. Залевський Сергій Миколайович
133. Залізко Олександр Броніславович
134. Залізняк Віталій Олександрович
135. Залілов Роман Равільович
136. Залістовський Владислав Павлович
137. Заліський Роман Тимофійович
138. Залітайло Анатолій Віталійович
139. Заломський Богдан Михайлович
140. Залужний Андрій Миколайович
141. Залюбівський Олег Броніславович
142. Замета Єгор Станіславович
143. Замірко Олексій Юрійович
144. Замковий Володимир Олександрович
145. Замковий Дмитро Васильович
146. Замоцький Ігор Вадимович
147. Занозюк Олександр Петрович
148. Занюк Артур Сергійович
149. Запара Геннадій Віталійович
150. Запека Віктор Олександрович
151. Запека Віталій Леонідович
152. Записоцький Євген Васильович
153. Запічний Максим Юрійович
154. Заплавський Дмитрій Вячеславович
155. Заплітний Дмитро Іванович
156. Запольський Тарас Володимирович
157. Запорожець Владислав Олександрович
158. Запорожець Олександр Іванович
159. Запорожець Станіслав Олександрович
160. Запорожець Сергій Михайлович
161. Запоточний Іннокентій[7]
162. Запрікутенко Микола Анатолійович
163. Зарадюк Володимир Володимирович
164. Заращак Іванна Степанівна
165. Заремба Михайло Ігорович
166. Заремський Анатолій Сергійович
167. Зарецький Дмитро Євгенійович
168. Зарицький Вячеслав Олександрович
169. Зарівняк Руслан Володимирович
170. Зарічковий Олександр Володимирович
171. Заріцький Богдан Богданович
172. Заріцький Микола
173. Зарічний Микола Миколайович
174. Зарубенко Петро[8]
175. Зарудній Олександр Вікторович
176. Зарудний Богдан Васильович
177. Заруцький Олег Юрійович
178. Засенко В'ячеслав Миколайович
179. Засєкін Вадим Олександрович
180. Затайдух Володимир Сергійович
181. Затилюк Олексій Олександрович
182. Зафтонов Олександр Валерійович[9]
183. Захаревич Сергій Анатолійович
184. Захаревич Сергій Юрійович
185. Захаренко Леонід Павлович
186. Захарець Василь Васильович
187. Захаров Андрій Валентинович
188. Захаров Дмитро Андрійович
189. Захаров Дмитро Ігорович
190. Захаров Євген[10]
191. Захаров Ігор[11]
192. Захаров Кирило Сергійович
193. Захаров Павло Миколайович
194. Захарук Іван Володимирович
195. Захарченко Віктор Євгенович
196. Захарченко Максим Григорович
197. Захарченко Сергій Олексійович
198. Захарченко Сергій Олександрович
199. Захарченко Юрій Сергійович
200. Захарчук Дмитро Васильович
201. Захарчук Максим Миколайович
202. Захарчук Олег Григорович
203. Захарчук Олександр Петрович
204. Захватихата Дмитро Сергійович
205. Захожий Олексій Андрійович
206. Захожий Петро Миколайович
207. Заяц Олексій Володимирович
208. Заяць Петро Іванович
209. Заяць Тарас Іванович
210. Защитніков Сергій Олександрович
211. Збицький Максим Володимирович
212. Зборовський Тимофій Олександрович
213. Зварич Віталій Романович
214. Зварич Олег[12]
215. Зварич Петро Юрійович
216. Звездогляд Віталій Вікторович
217. Зверев Олександр Олександрович
218. Звінник Олександр Іванович
219. Звірик Микола Володимирович
220. Звонарьов Данило Валерійович
221. Звягінцев Валентин Миколайович
222. Здеб Василь Вікторович
223. Здебський Богдан Богданович
224. Здорик Анатолій Олексійович
225. Здорик Олексій Володимирович
226. Здоровець Денис Богданович
227. Здрілко Іван Олександрович
228. Зебін Едуард Миколайович
229. Зевахін Георгій Леонідович
230. Зегря Руслан Олексійович
231. Зейлик Володимир Миколайович
232. Зелений Денис[13]
233. Зеленко Володимир Вікторович
234. Зеленков Володимир Михайлович
235. Зеленський Андрій Георгійович
236. Зеленський Вадим Леонідович
237. Зеленський Володимир Олександрович
238. Зеленський Євгеній Олександрович
239. Зеленський Ігор Владиславович
240. Зеленський Роман Валентинович
241. Зеленський Роман Миколайович
242. Зеленський Сергій Миколайович
243. Зеленчук Андрій[14]
244. Зеленчук Артур Вікторович
245. Зеленюк Сергій Миколайович[15]
246. Зеленько Сергій Миколайович
247. Зелинська Оксана Вадимівна
248. Зелінський Вадим Іванович
249. Зелінський Василь Аркадійович
250. Зелінський Гавриіл Вікторович
251. Зелінський Ілля Володимирович
252. Зелінський Микола Романович
253. Зелінський Сергій Іванович
254. Зелінський Сергій Олександрович
255. Зелінський Сергій Петрович
256. Зельманович Віктор Ігорович
257. Земліна Світлана Геннадіївна
258. Зенін Кирило Андрійович
259. Зенков Іоанн Юрійович
260. Зенц Вячеслав Борисович
261. Зенченко Олег Вікторович
262. Зерній Євген Анатолійович
263. Зернов Юрій Валентинович
264. Зерук Анатолій Анатолійович
265. Зєнцов Олександр Миколайович
266. Зикін Андрій Володимирович
267. Зикін Віталій Миколайович
268. Зикунов Денис Сергійович
269. Зійбер Юрій Едуардович
270. Зімніков Олег Олександрович
271. Зіневич Олександр Іванович
272. Зінєвич Ярослав Сергійович
273. Зінич Ігор Вікторович
274. Зінкевич Андрій Іванович
275. Зінкевич Олександр Миколайович
276. Зінкевич Яна Вадимівна
277. Зінкін Андрій Миколайович[16]
278. Зіноватний Віталій Вікторович
279. Зінов'єв Андрій Васильович
280. Зіновьєв Євгеній Ельманович
281. Зінчак Валентин Леонідович
282. Зінченко Андрій Сергійович
283. Зінченко Богдан Олександрович
284. Зінченко Віктор Олександрович
285. Зінченко Віталій Віталійович
286. Зінченко Володимир Григорович
287. Зінченко Дмитро Олександрович
288. Зінченко Максим Анатолійович
289. Зінченко Олег Юрійович
290. Зінченко Олександр Васильович
291. Зінченко Олексій Володимирович
292. Зінченко Сергій Володимирович
293. Зінченко Сергій Миколайович
294. Зінчик Станіслав Михайлович
295. Зінчук Олександр Володимирович
296. Златьєв Сергій Анатолійович
297. Злепко Олександр Сергійович
298. Змулічілов Сергій Миколайович
299. Зобків Ігор Максимович
300. Зозуля Анатолій Михайлович
301. Зозуля Володимир Віталійович
302. Зозуля Максим Петрович
303. Зозуля Олександр Сергійович
304. Зозуля Михайло Володимирович
305. Зозуля Руслан Анатолійович
306. Зозуля Тарас Васильович
307. Зозуляк Олександр Дмитрович
308. Золін Олексій Сергійович
309. Золотарьов Євгеній Михайлович
310. Золотий Володимир Степанович
311. Золотухін Сергій Володимирович
312. Золотухін Костянтин Михайлович
313. Зонтов Олег Вячеславович
314. Зосімова Крістіна Сергіївна
315. Зоць Олександр Миколайович
316. Зранко Дмитро Олексійович
317. Зуб Олександр Сергійович
318. Зубанич Василь Іванович
319. Зубаревський Євген[17]
320. Зубаренко Віктор В'ячеславович
321. Руслан Зубарєв
322. Зубач Олександр Лукашович
323. Зубач Олексій Васильович
324. Зубейко Сергій Володимирович
325. Зубик Євгеній Олександрович
326. Зубик Олег Володимирович
327. Зубко Владислав Олександрович
328. Зубков Василь Володимирович
329. Зубков Іван Іванович
330. Зубленко Віктор Володимирович
331. Зубніцький Юрій Анатолійович
332. Зубов Максим Олександрович
333. Зубов Станіслав Вікторович
334. Зубов Юрій Вікторович
335. Зубовський Олег Валерійович
336. Зубок Віктор Григорович
337. Зубрицький Дмитро Олександрович
338. Зубченко Олександр Миколайович[18]
339. Зубченко Юлія Володимирівна
340. Зубчук Роман Валентинович
341. Зугравий Олександр В'ячеславович
342. Зуєв Ернест В'ячеславович
343. Зуєв Олександр Валентинович
344. Зуєнко Сергій Віталійович
345. Зуєнко Сергій Михайлович
346. Зуй Роман Іванович
347. Зулінський Сергій Миколайович
348. Зуляк Богдан Романович
349. Зюзь Володимир Іванович
350. Зюзько Юрій Володимирович
351. Зюльковський Ілля Леонідович
352. Зябрев Сергій Анатолійович
353. Зякун Сергій Григорович
354. Зуй Андрій Іванович
355. Здор Максим Володимирович